# Gortina (Creta)
Gortìna (in greco Γόρτυνα?, Gòrtyna) è un comune della Grecia situato nell'isola di Creta (unità periferica di Candia) con 17 423 abitanti secondo i dati del censimento 2001.
A seguito della riforma amministrativa detta Programma Callicrate in vigore dal gennaio 2011 che ha abolito le prefetture e accorpato numerosi comuni, la superficie del comune è ora di 465 km² e la popolazione è passata da 5292 a 17 423 abitanti.
È situato nella zona meridionale dell'isola di Creta. Il nome gli deriva da un'importante città dell'antichità situata nel suo territorio. Il capoluogo è Santi Dieci (Άγιοι Δέκα)

## Storia
Il sito era già abitato nel Neolitico e in età minoica e probabilmente la città fu fondata nel VII secolo a.C. Nel III secolo a.C., e ancora di più dopo la sconfitta della rivale Festo, la città divenne molto potente arrivando a controllare il porto di Matala e la parte occidentale della Messarà. Dopo dei conflitti interni, la città fu soggiogata nel 68 dall'Impero romano. Il governatore romano della unica provincia romana di Creta assieme alla Cirenaica si stabilì a Gortina, che divenne la capitale cretese e beneficiò pertanto di un nuovo periodo di prosperità. La popolazione, diminuita durante le guerre, aumentò. Con i Romani la religione fu influenzata da altre fedi e, oltre alle divinità cretesi Diktynna e Britomarti, si adorarono i 12 dèi greci nonché divinità egizie e orientali (a Gortina in particolare vennero adorate Iside e Serapide).
Uno dei primi paesi ove si diffuse il cristianesimo fu proprio l'isola cretese poiché l'apostolo Paolo incaricò il suo collaboratore Tito, greco d'origine, di occuparsi della diffusione della religione proprio a Gortina nel 58, in cui egli fondò la prima chiesa. Ne fu vescovo e mori nel 105.
Nel 248 sotto l'imperatore Decio iniziarono le persecuzioni contro i cristiani e 10 di essi divennero martirizzati. Da ciò deriva il nome del villaggio vicino  dei "10 santi", ossia Haghii Deka. Con i Romani furono costruiti numerosi grandi anfiteatri per ospitare combattimenti di gladiatori o animali e ciò riguardò anche Gortina. In essa furono anche costruiti l'Odeon, due teatri, due Ninfei, terme e templi, tra cui quelli dedicati ad Apollo Pizio e Iside.
Quando la capitale dell'Impero divenne dapprima Bisanzio e poi, nel 330 d.C., la neo-fondata Costantinopoli, Creta passò sotto l'Impero Romano d'Oriente (Teodosio il Grande 395 d.C.) e fu governata da uno strategos bizantino, distaccandosi dal contesto occidentale dell'Impero.
La religione cristiana, prima soggetta al Papato, passò al Patriarcato di Costantinopoli e furono edificate numerose chiese, tra cui 40 basiliche. le principali delle quali nelle diverse città, tra cui Gortina.
Nel VII secolo gli Arabi effettuarono diverse incursioni e nell'824 gli esuli musulmani di al-Andalus volsero le proprie attenzioni su Creta, impadronendosi di quasi tutta l'isola in pochi anni. La conseguenza fu che Gortina e le altre città furono ridotte in rovina.

## Geografia fisica
Il comune si estende dalle falde del monte Ida a Nord fino alle scoscese e isolate coste del Mar Libico ricche di insenature. Nel territorio del comune è ricompresa una porzione della valle di Messarà e una sezione dei Monti Aasteroussia che corrono paralleli al litorale.

## Centri abitati

### Santi Dieci
Santi Dieci (in greco Agioi Deka), un villaggio di circa 1 000 abitanti vicino alle rovine dell'antica Gortina, è la sede del municipio.  Sta nel punto di intersezione di due importanti strade:
1. Candia - Festo che attraversa la Messarà, la pianura centrale di Creta.
2. Chora Sfakion - Ierapetra che corre parallela alla costa sud toccandola solo in alcuni tratti.

Nel villaggio di Santi Dieci (Agioi Deka) c'è un piccolo museo archeologico dove sono esposti reperti minori degli scavi di Gortina. Il suo nome le deriva da una chiesa bizantina dedicata ai 10 martiri.

### Lendas
Lendas è un piccolo centro balneare della costa del mar Libico, raggiungibile attraverso una difficile strada di 30 km circa, che, dal capoluogo Agioi Deka, si dipana lungo le montagne della catena costiera per poi scendere attraverso ripidi tornanti fino alla costa.
Il nome della località deriva dalla parola greca che significa Leone. Il promontorio che protegge la baia dove si trova il centro ha infatti la forma del leone. Era anche un porto in epoca ellenistica e romana famoso per il santuario di Esculapio meta di pellegrinaggi. Ben poco o nulla serba di quell'epoca mentre più numerose sono le chiesette di epoca bizantina.

## Amministrazione
Il comune conta circa 23 centri abitati ricompresi nelle seguenti circoscrizioni comunali:
Agios Kyrilos, Agioi Deka, Ampelouzos, Apesokari, Vagionia, Vasiliki, Vasilika Anogia, Gagales, Mitropolis, Miamou, Platanos, Plora, e Houstouliana

## Natura
- La catena costiera dei monti Asteroussia che corre parallela alla costa, isolandola dall'entroterra.
- Le spiagge inesplorate del litorale (Trahoula, Trypiti, Dysikos) raggiungibili in caicco dal centro balneare di Lendas.

## Siti archeologici

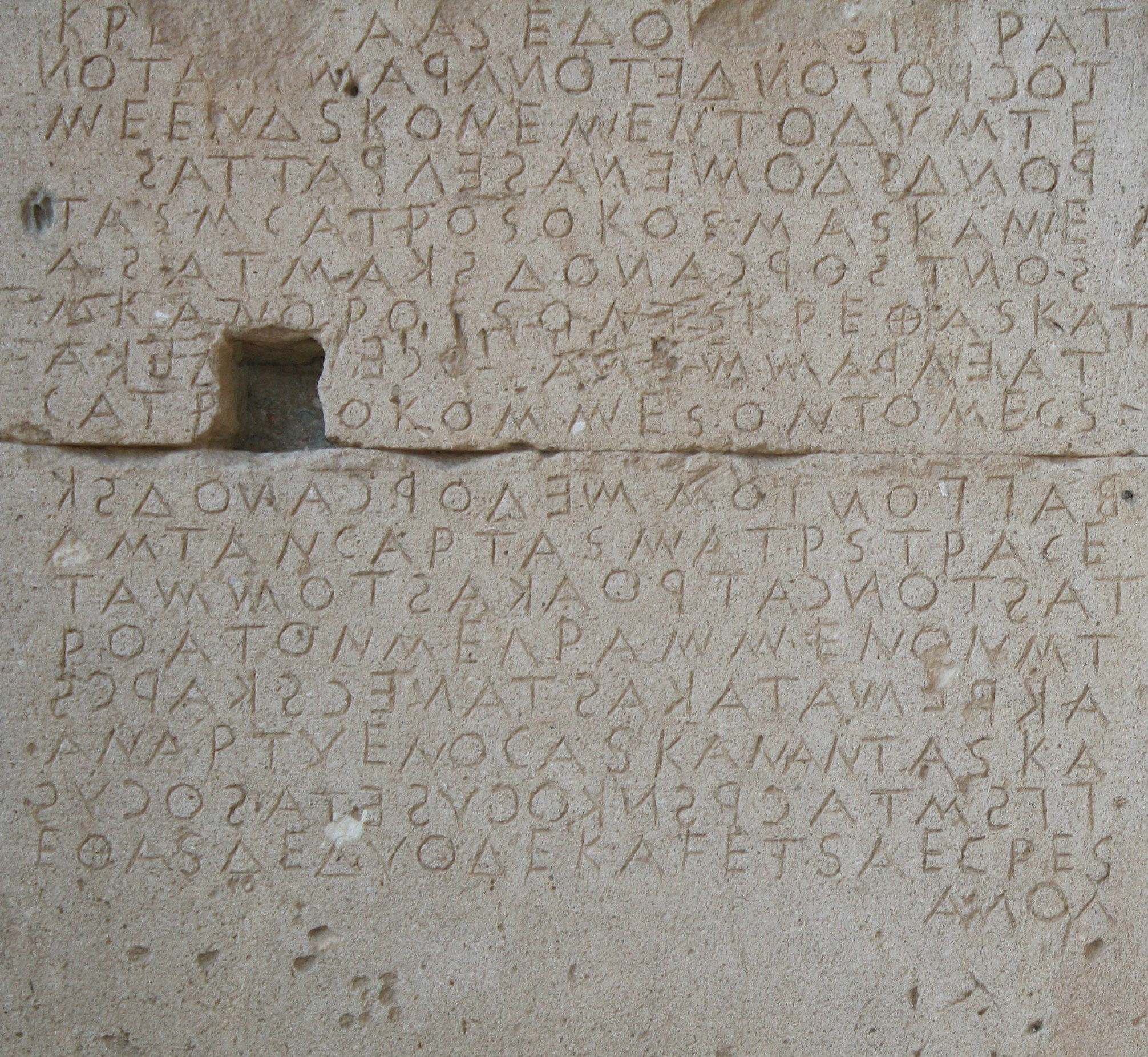
Le Leggi di Gortina.

Gli scavi hanno portato alla luce le fondazioni dell'Acropoli, del teatro e tracce delle mura di cinta dell'acropoli. Sull'altra riva del fiume Lethaio è stato rinvenuto l'Odéon costruito verso la fine del I secolo a.C. e restaurato da Traiano. Incorporati nelle fondazioni dell'edificio furono ritrovati blocchi di pietra con iscrizioni recanti le famose leggi di Gortina (sul diritto familiare), studiate e valorizzate dal grande epigrafista italiano Federico Halbherr.

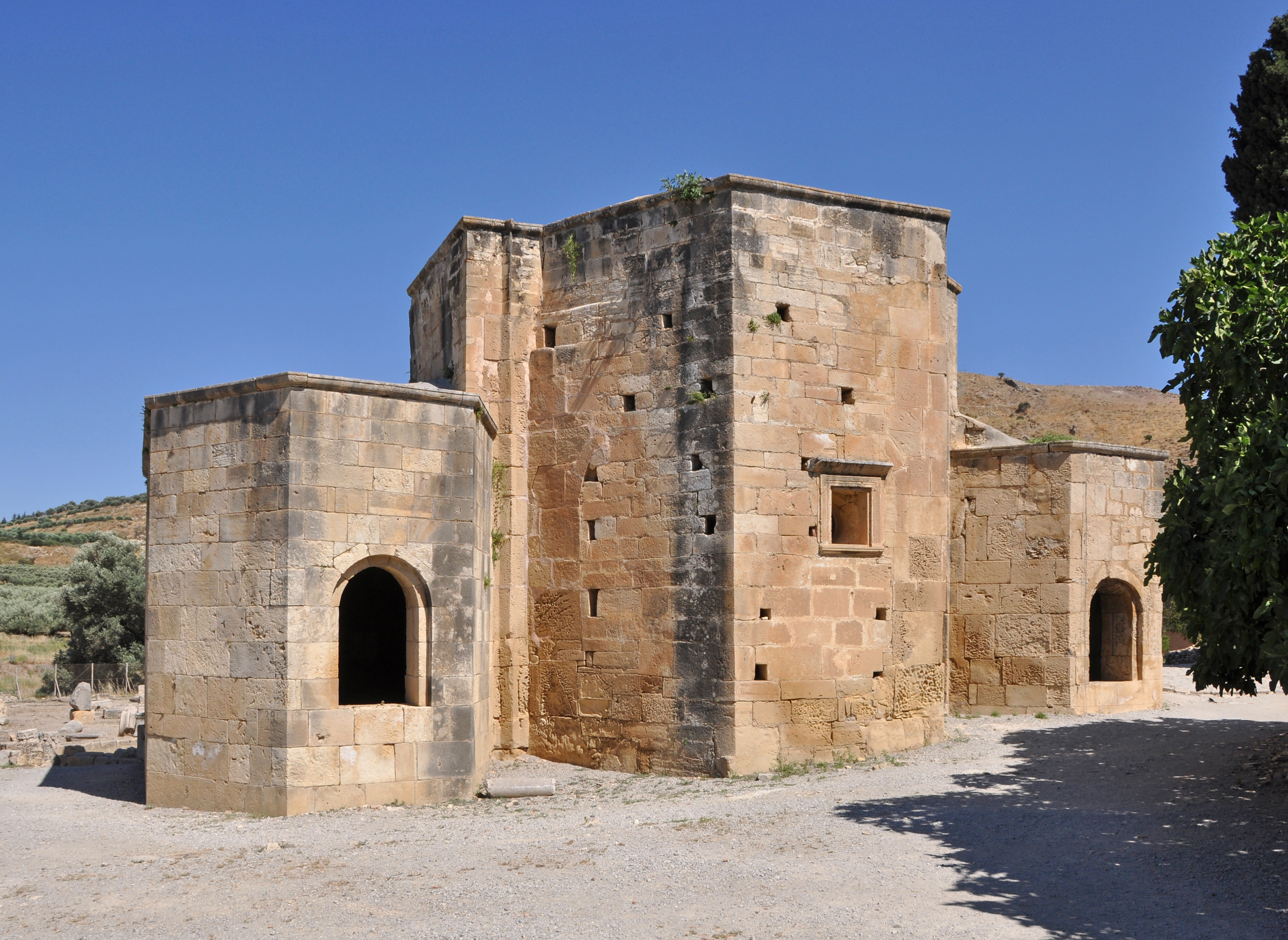
La basilica di San Tito

A sud dell'odéon sta il foro o agorà con il tempio di Esculapio ove fu rinvenuta una statua del Dio oggi esposta al museo di Iraklio. Ancora più a sud e vicino alla strada asfaltata c'è la chiesa bizantina dedicata a san Tito e risalente al VI secolo. Il tempio di Apollo pizio stava al centro di Gortina; era sorretto da sei colonne di ordine dorico nei cui interstizi vi erano blocchi di pietra con iscrizioni che informano su trattati stilati tra Gortina ed altre città cretesi un secolo prima della conquista romana.
Il vicino Serapeo era un tempio dedicato a 3 divinità egiziane: Iside, Anubi e Serapide. Poco distante dai due templi stava il Praetorium, il palazzo del governatore costruito sotto il regno di Traiano. L'anfiteatro fu costruito nel II secolo. La cavea è stata rialzata. La sua facciata esterna comprendeva numerose nicchie dove erano alloggiate statue, portate poi al museo di Iraklio. Gortina era munita di un acquedotto che correva parallelo al fiume Lethaio. Tutti i reperti sono stati portati al museo di Iraklio, eccetto una piccola parte che ha trovato alloggio in un piccolo museo poco fuori del villaggio di Agios Deka.